# Heisdorf (przystanek kolejowy)
Heisdorf (luks: Gare Heisdorf) – przystanek kolejowy w Heisdorf, w Luksemburgu. Została otwarta w 1993 roku przez Société Nationale des Chemins de Fer Luxembourgeois.
Obecnie jest przystankiem Société Nationale des Chemins de Fer Luxembourgeois (CFL), obsługiwaną przez pociągi Regionalbahn (RB).

## Położenie
Znajduje się na linii 10 Luksemburg – Troisvierges w km 25,530, na wysokości 235 m n.p.m., pomiędzy stacjami Walferdange i Lorentzweiler. 

## Linie kolejowe
- 10 Luksemburg – Troisvierges